# GOODBYE LONELY ~Bside collection~
《GOODBYE LONELY ~Bside collection~》는 GARNET CROW의 3번째 베스트 앨범이다. 2010년 발매된「THE BEST History of GARNET CROW at the crest...」를 이은 역대 발매된 33개의 싱글에 수록된 커플링곡으로 구성된 베스트 앨범으로 2012년 2월 29일 기자 스튜디오에서 발매되었다.
초회한정반(2CD + DVD)과 통상반(2CD)의 2가지 형태로 발매되었으며, 자켓의 디자인과 수록곡이 일부 다르다.
작사는 아즈키 나나가 맡았으며, 작곡은 나카무라 유리, 편곡은 후루이 히로히토가 전반적인 부분을 맡았지만, 「JUDY ~English ver.~」의 영역은 Yoko Blaqstone이 담당하였고, 「Float World」, 「in little time」은 후루이 히로히토와 Miguel Sa Pessoa가 합동편곡, 「Holy ground ~just like a "dejavu"arr.~」는 하야마 다케시가 편곡하였다.
2011년 12월에 발매했던 9집 정규앨범 「[[메모리즈 (가넷 크로우의 음반)|メモリーズ]](메모리즈)」에 맞춰 개설된 스페셜 사이트에 고지되어 사이트 내에서 팬들의 리퀘스트와 악곡에 관한 에피소드를 기본으로 수록곡이 결정되었다. 수록곡 가운데 21개곡이 앨범에 첫 수록되었으며, 팬 투표에서는 「廻り道」(돌아가는 길)이 1위를 기록하여, 본 앨범에 수록되어 있다.
초회한정반은 「[[메모리즈 (가넷 크로우의 음반)|メモリーズ]](메모리즈)」에 이어, 만화가인 나츠메 히라라와 콜라보레이션을 하고 있어, 나츠메 히라라 신작의 일러스트를 앨범 자켓으로 디자인 되어있고, 그녀의 신작 만화를 시청하기 위한 패스워드가 봉입되어 있다. DVD에는 10개의 Music Clip이 수록되어 있고 그 중 2004년 발매된 16번째 싱글 [[기미오카자루하나오사카소|君を飾る花を咲かそう]](그대를 꾸미는 꽃을 피울 거에요) 이후의 9곡과 「[[메모리즈 (가넷 크로우의 음반)|メモリーズ]](메모리즈)」에 수록곡 「JUDY」의 영어버전이 「JUDY ~English ver.~」로 수록되어 있다.
통상반의 경우 보너스 트랙으로 「JUDY ~English ver.~」의 음원이 추가로 수록되어 있지만, 초회한정반에는 음원이 수록되어 있지 않다.
「JUDY ~English ver.~」는 「[[메모리즈 (가넷 크로우의 음반)|メモリーズ]](메모리즈)」의 발매에 맞추어 YouTube에 Short Version의 Music Clip이 업로드 되었고, Full Version의 Music Clip은 한정반의 DVD에 음원은 통상반의 CD에 수록되어 있다. 덧붙여 영역사는 같은 GIZA Studio에 소속해 있던 싱어송라이터인 Yoko Blaqstone이 담당하였다.

## 수록곡

### CD

#### DISC-1
1. Go For It
  - 25번째 싱글 [[나미다노 이에스타데|涙のイエスタデー]](눈물의 예스터데이)의 커플링곡.
2. Secret Path
  - 28번째 싱글 [[햐쿠넨노코도쿠|百年の孤独]](백년의 고독)의 커플링곡.
3. For South
  - 13번째 싱글 [[나케나이요루모 나카나이아사모|泣けない夜も　泣かない朝も]](울 수 없는 밤도 울지 않는 아침도)의 커플링곡.
4. 八月の夜
  - 32번째 싱글 Smiley Nation의 커플링곡.
5. Circle Days
  - 18번째 싱글 [[기미노오모이에가이타유메 아쓰메루 HEAVEN|君の思い描いた夢　集メル　HEAVEN]](그대가 마음 속에 그린 꿈을 모은 HEAVEN)의 커플링곡.
6. Float World
  - 15번째 싱글 [[보쿠라다케노미라이|僕らだけの未来]](우리들만의 미래)의 커플링곡.
7. His Voyage
  - 21번째 싱글 [[유메·하나비|夢·花火]](꿈·불꽃)의 커플링곡.
8. lose feeling
  - 15번째 싱글 [[보쿠라다케노미라이|僕らだけの未来]](우리들만의 미래)의 커플링곡.
9. 短い夏
  - 27번째 싱글 [[유메노히토츠|夢のひとつ]](꿈의 하나)의 커플링곡.
10. Crier Girl & Crier Boy ~ice cold sky~
  - 12번째 싱글 [[크리스탈 게이지|クリスタル・ゲージ]](크리스탈 게이지)의 커플링곡.
11. Flower
  - 17번째 싱글 [[와스레자키|忘れ咲き]](잊고 피어)의 커플링곡.
12. nonsence
  - 22번째 싱글 [[고요이 에덴노 카타스미데|今宵エデンの片隅で]](오늘밤 에덴의 한 편에서)의 커플링곡.
13. 愛に似てる
  - 30번째 싱글 [[하나와사이테타다유레테|花は咲いて　ただ揺れて]](꽃은 피고 그저 흔들려)의 커플링곡.
14. hi-speed スペシャル oneday
  - 5번째 싱글 [[나쓰노마보로시|夏の幻]](여름의 환상)의 커플링곡.
15. 夕立の庭
  - 11번째 싱글 [[스파이럴|スパイラル]](스파이럴)의 커플링곡.

#### DISC-2
1. in little time
  - 2번째 싱글 [[기미노우치니쓰쿠마데즛토하싯테유쿠|君の家に着くまでずっと走ってゆく]](너의 집에 도착할 때까지 계속 달려가)의 커플링곡. 투표 순위 7위.
2. Love Lone Star
  - 27번째 싱글 [[유메노히토쓰|夢のひとつ]](꿈의 하나)의 커플링곡. 컨셉 앨범 All Lovers에도 수록되어 있다. 커플링곡으로는 처음으로 PV가 제작되었다.
3. Argentina
  - 26번째 싱글 [[세카이와마와루토유케레도|世界はまわると言うけれど]](세계는 돈다고 말하지만)의 커플링곡.
4. Holy ground ~just like a "dejavu" arr.~
  - 23번째 싱글 [[마보로시|まぼろし]](환상)의 커플링곡. 2집 정규앨범 [[SPARKLE ~스지가키도오리노스카이블루~|SPARKLE～筋書き通りのスカイブルー～]](SPARKLE～줄거리 그대로의 스카이 블루～)의 수록곡인 「Holy ground」의 Re-Arrange Version.
5. 夏の終わりの長い雨
  - 14번째싱글 [[기미토이우히카리|君という光]](그대라는 빛)의 커플링곡.
6. 彼方まで光を
  - 26번째 싱글 [[세카이와마와루토유케레도|世界はまわると言うけれど]](세계는 돈다고 말하지만)의 커플링곡.
7. 廻り道
  - 24번째 싱글 [[가제토RAINBOW / 고노테오노바세바|風とRAINBOW / この手を伸ばせば]](바람과 RAINBOW / 이 손을 뻗으면)의 커플링곡. 투표 순위 1위.
8. 夜深けの流星達
  - 16번째 싱글 [[기미오카자루하나오사카소|君を飾る花を咲かそう]](그대를 꾸미는 꽃을 피울 거에요)의 커플링곡. 투표 순위 5위.
9. blue bird
  - 4번째 싱글 [[센이조노코토바오나라베테모|千以上の言葉を並べても...]](천 이상의 말을 늘여 놓아도...)의 커플링곡.
10. Jewel Fish
  - 7번째 싱글 Last love song의 커플링곡. 투표 순위 6위.
11. 未完成な音色
  - 3번째 싱글 [[후타리노로켓|二人のロケット]](두 사람의 로켓)의 커플링곡.투표 순위 4위.
12. 一番素敵だった日
  - 25번째 싱글 [[나미다노 이에스타데|涙のイエスタデー]](눈물의 예스터데이)의 커플링곡.
13. トランス・トラップ
  - 8번째 싱글 call my name의 커플링곡.
14. Nora
  - 29번째싱글 Doing all right의 커플링곡. 투표 순위 2위.
  - 아사히방송 미니 드라마 「가족 레슨」주제가
15. live
  - 33번째 싱글 Misty Mystery의 커플링곡. 싱글 버전으로 수록.
16. たとえば12月の夜に
  - 19번째 싱글 [[하레도케|晴れ時計]](맑음 시계)의 커플링곡.
17. JUDY ~English ver.~ (Bonus track. 통상반만 수록.)
  - 9집 정규앨범 [[메모리즈 (가넷 크로우의 음반)|メモリーズ]] 수록곡의 영어 버전.

### DVD

#### Music Clip
1. [[기미오카자루하나오사카소|君を飾る花を咲かそう]] (그대를 꾸미는 꽃을 피울거에요)
2. [[기미노오모이에가이타유메 아쓰메루 HEAVEN|君の思い描いた夢　集メル　HEAVEN]] (그대가 마음 속에 그린 꿈을 모은 HEAVEN)
3. [[하레도케|晴れ時計]] (맑음 시계)
4. [[유메·하나비|夢·花火]] (꿈·불꽃)
5. [[고요이 에덴노 카타스미데|今宵エデンの片隅で]] (오늘 밤 에덴의 한 편에서)
6. [[마보로시|まぼろし]] (환상)
7. Over Drive
8. [[가제토RAINBOW / 고노테오노바세바|この手を伸ばせば]](이 손을 뻗으면)
9. Love Lone Star
10. JUDY ~English ver.~